# Aeroportul Minna
Aeroportul Minna (IATA: MXJ, ICAO: DNMN) este un aeroport din Statul Niger, Nigeria ce deservește zona Minna. Aeroportul a fost tranzitat în decembrie 2018 de 59 de pasageri. A fost numit după zona deservită.
Situat la o altitudine de 254 m, aeroportul dispune de 1 pistă.

## Infrastructură

### Piste
Aeroportul dispune de o singură pistă. Pista are orientarea 05/23. 